# Opistharsostethus sumatrensis
Opistharsostethus sumatrensis is een halfvleugelig insect uit de familie schuimcicaden (Cercopidae). De wetenschappelijke naam van deze soort is voor het eerst geldig gepubliceerd in 1877 door Butler.